# كليمنت ألفاريز

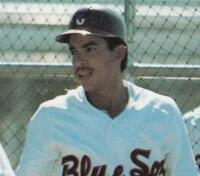
الفاريز

كليمنت ألفاريز (بالإسبانية: Clemente Álvarez)‏ هو لاعب كرة قاعدة كولومبي، ولد في 18 مايو 1968 في Guanta ‏ في فنزويلا.

## وصلات خارجية
- كليمنت ألفاريز على موقع دوري كرة القاعدة الرئيسي (الإنجليزية)
- كليمنت ألفاريز على موقعبيزبول رفرنس.كوم (الدوري الرئيسي) (الإنجليزية)
- كليمنت ألفاريز على موقعبيزبول رفرنس.كوم (الدوري الثانوي) (الإنجليزية)
- كليمنت ألفاريز على موقع إي إس بي إن.كوم (أم.أل.بي) (الإنجليزية)
- كليمنت ألفاريز على موقع مشجعي الرسوم البيانية (الإنجليزية)